# Lissonota barbator
Lissonota barbator är en stekelart som beskrevs av Aubert 1972. Lissonota barbator ingår i släktet Lissonota och familjen brokparasitsteklar. Inga underarter finns listade i Catalogue of Life.